# 15. Golden Globe-gála
A 15. Golden Globe-gálára 1958. február 22-én került sor, az 1957-ben mozikba került amerikai filmeket  díjazó rendezvényt a kaliforniai Beverly Hillsben, a Beverly Hilton Hotelben tartották meg.
A 15. Golden Globe-gálán Buddy Adler vehette át a Cecil B. DeMille-életműdíjat.

## Filmes díjak
A nyertesek félkövérrel jelölve.
| Legjobb filmes díjak | Legjobb filmes díjak |
| Legjobb filmdráma | Legjobb vígjáték vagy zenés film |
| --- | --- |
| - Híd a Kwai folyón - Tizenkét dühös ember - A Hatful of Rain - Szajonara - A vád tanúja | - A lányok - Don't Go Near the Water - Délutáni szerelem - Fickós Joey - Selyemharisnya                                                                                            |
| Legjobb filmes alakítások (filmdráma) | |
| Színész | Színésznő |
| - Alec Guinness – Híd a Kwai folyón - Marlon Brando – Szajonara - Henry Fonda – Tizenkét dühös ember - Anthony Franciosa – A Hatful of Rain - Charles Laughton – A vád tanúja               | - Joanne Woodward – Éva három arca - Marlene Dietrich – A vád tanúja - Deborah Kerr – Ég tudja, Mr. Allison - Anna Magnani – Wild Is the Wind - Eva Marie Saint – A Hatful of Rain |
| Legjobb filmes alakítások (vígjáték vagy zenés film) | |
| Színész | Színésznő |
| - Frank Sinatra – Fickós Joey - Maurice Chevalier – Délutáni szerelem - Glenn Ford – Don't Go Near the Water - David Niven – My Man Godfrey - Tony Randall – Elrontja Rock Huntert a siker? | - Taina Elg – A lányok - Kay Kendall – A lányok - Cyd Charisse – Selyemharisnya - Audrey Hepburn – Délutáni szerelem - Jean Simmons – Ez lehet az este                             |
| Legjobb mellékszereplők (filmdráma, vígjáték vagy zenés film) | |
| Színész | Színésznő |
| - Red Buttons – Szajonara - Lee J. Cobb – Tizenkét dühös ember - Sessue Hayakawa – Híd a Kwai folyón - Nigel Patrick – Esőerdő Megye - Ed Wynn – The Great Man                              | - Elsa Lanchester – A vád tanúja - Mildred Dunnock – Peyton Place - Hope Lange – Peyton Place - Heather Sears – The Story of Esther Costello - Miyoshi Umeki – Szajonara           |
| Az év felfedezettje | |
| Színész | Színésznő |
| - James Garner - John Saxon - Patrick Wayne | - Sandra Dee - Carolyn Jones - Diane Varsi |
| Egyéb | |
| Legjobb rendező | Legjobb film a nemzeti összefogásban |
| - David Lean – Híd a Kwai folyón - Joshua Logan – Szajonara - Sidney Lumet – Tizenkét dühös ember - Billy Wilder – A vád tanúja - Fred Zinnemann – The Hatful of Rain                       | - Tha Happy Road |
| Legjobb idegen nyelvű film | Henriatta-díj |
| - Egy szélhámos vallomásai – Nyugat-Németország - Tizoc – Mexikó - Woman in a Dressing Gown – Egyesült Királyság - Kiiroi karasu – Japán                                                    | - Tony Curtis - Doris Day |

## Televíziós díjak
A nyertesek félkövérrel jelölve.

### Legjobb televíziós műsor
- The Mickey Mouse Club

## Különdíjak

### Cecil B. DeMille-életműdíj
A Cecil B. DeMille-életműdíjat Buddy Adler vehette át.

### Különleges díj
- Hugo Friedhofer
- Zsa Zsa Gabor
- Bob Hope
- LeRoy Prinz
- Jean Simmons

### Különleges díj televíziós teljesítményért
- Jack Benny
- Eddie Fisher
- Alfred Hitchcock
- Mike Wallace

## Fordítás
Ez a szócikk részben vagy egészben  a(z)   15th Golden Globe Awards című angol Wikipédia-szócikk fordításán alapul.  Az eredeti cikk szerkesztőit annak laptörténete sorolja fel. Ez a jelzés csupán a megfogalmazás eredetét és a szerzői jogokat jelzi, nem szolgál a cikkben szereplő információk forrásmegjelöléseként.